# Монгольско-таиландские отношения
Монгольско-таиландские отношения — двусторонние дипломатические отношения между Монголией и Таиландом, установленные в 1974 году. В 2010 году двусторонний товарооборот составил 19,5 млн долларов.

## История
Дипломатические отношения были установлены в 1974 году. В 1994 году П. Очирбат посетил Таиланд. В 2000 году в Бангкоке открылось посольство Монголии.

## Экономические отношения
Двусторонний товарооборот между Монголией и Таиландом в 2005 году составил 0,9 млн долларов. Двусторонний товарооборот между Монголией и Таиландом в 2010 году составил 19,5 млн долларов. В 2005 году таиландский экспорт в Монголию составил 0,9 млн долларов. В 2010 году таиландский экспорт в Монголию составил 18,4 млн долларов.

## Послы Монголии в Таиланде
- А. Тумур (по состоянию на 2021 год)[6].

## Послы Таиланда в Монголии
- А. Срисамут (вручил верительные грамоты в апреле 2022 года)[7].